# Kloster Megisti Lavra

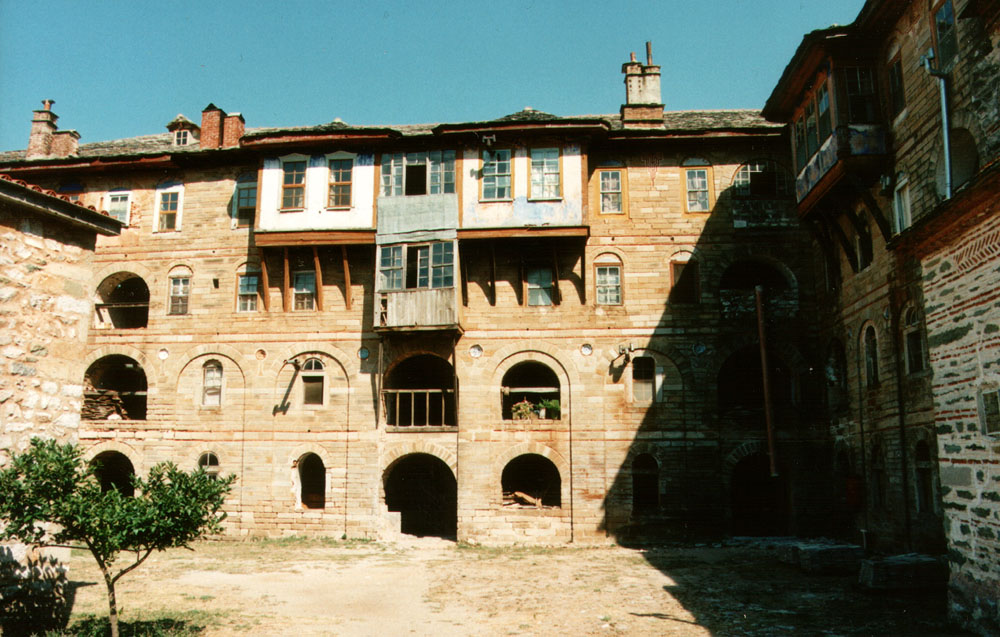
Im Klosterhof

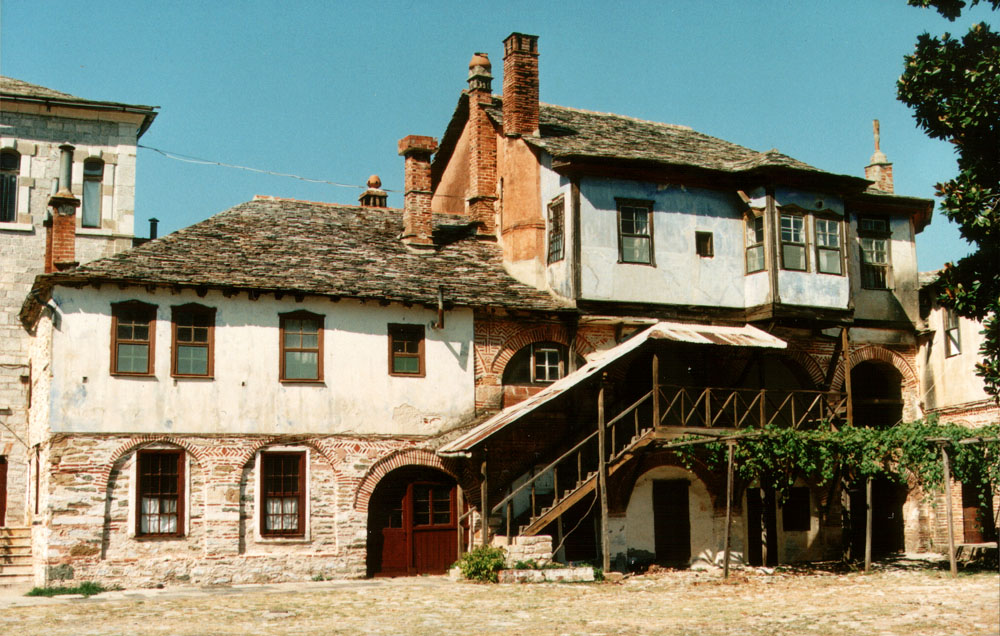
Im Klosterhof

Das Kloster Megisti Lavra (griechisch Μονή Μεγίστης Λαύρας ‚größtes Kloster‘) ist das größte Kloster auf dem Berg Athos. Es wurde als erstes Kloster auf dem Heiligen Berg 963 durch den orthodoxen Mönch Athanasios gegründet. Trotz der Bezeichnung Lavra handelt es sich um ein Koinobion. Der Bau der Kirche (Katholikon) wurde 962/63 begonnen, deren Grundriss wurde als Vorlage in zahlreichen Kirchen Nordgriechenlands und Südosteuropas benutzt. Die Bronzetüren sind 1002 in Konstantinopel gefertigt worden.
964 hat Nikephoros II. Phokas in drei Chrysobullen die Unabhängigkeit von kirchlichen Autoritäten, die Höchstzahl von 80 Mönchen und die jährliche Zahlung von 244 Goldstücken sowie Weizenlieferungen festgeschrieben. Die Lavra war damit zum kaiserlichen Kloster geworden und behielt diesen Status bis zum Beginn der Türkenherrschaft. Die Zahl der Mönche stieg bald auf 120, um die Mitte des 11. Jahrhunderts erreichte sie 700. 1045 verlieh Konstantin IX. Monomachos dem hegoumenos der Großen Lavra den Vorrang vor allen anderen hegoumenoi, eingeschlossen den jeweiligen protois. Zu den bekannten hegoumenoi gehörten Philotheos Kokkinos und Gregorios Palamas. Noch gegen Ende der byzantinischen Herrschaft wurde das Kloster von den Kaisern gefördert, bis es 1430 mit ganz Nordgriechenland unter osmanische Herrschaft kam.
Die Ikonensammlung, die in der Mitte des 11. Jahrhunderts begonnen wurde, umfasst heute noch rund 30 Ikonen aus byzantinischer Zeit. Der Kirchenschatz im skeuophylakion enthält neben einem Silberkreuz, das mit Nikephoros in Verbindung gebracht wird, das sogenannte Phokas-Lektionar und ein Euangelion aus dem späten 11. Jahrhundert mit ganzseitigen Miniaturen, das möglicherweise ebenfalls auf eine kaiserliche Stiftung zurückgeht.
Die Bibliothek des Klosters besitzt über 2000 Handschriften, von denen rund 800 noch in byzantinischer Zeit entstanden sind. Im Archiv sind 172 Urkunden vorhanden, die vor 1453 ausgestellt wurden. Im 19. Jahrhundert wurden einzelne Handschriften, darunter eine des Babrios, an den im Auftrag des französischen Bildungsministeriums handelnden Griechen Minoides Mynas verkauft.
Die materielle Grundlage, welche die Anhäufung solcher Kunstschätze ermöglichte, war der Grundbesitz des Klosters. Um 1321 beispielsweise umfasste dieser im näheren und weiteren Umland des Klosters über 18.000 Hektar mit einem Gesamtwert von mehr als 100.000 Goldstücken. Hinsichtlich seiner jährlichen Einkünfte stand das Kloster denen der großen Abteien in Westeuropa wie beispielsweise Saint-Denis oder Westminster Abbey nicht nach. Zum Besitz des Klosters gehört auch heute noch die nördliche Sporadeninsel Kyra Panagia.